# Pericardiocentesis
La pericardiocentesis , también llamada punción pericárdica , es un procedimiento médico en el que se aspira líquido del pericardio (el saco que envuelve el corazón).

## Usos
Taponamiento cardíaco
La pericardiocentesis se puede utilizar para diagnosticar y tratar el taponamiento cardíaco. El taponamiento cardíaco es una emergencia médica en la que la acumulación excesiva de líquido dentro del pericardio (derrame pericárdico) genera un aumento de la presión. Esto evita que el corazón se llene normalmente de sangre. Esto puede disminuir de manera crítica la cantidad de sangre que se bombea desde el corazón, causando un shock obstructivo , que puede ser letal. La eliminación del exceso de líquido revierte este peligroso proceso y, a menudo, es el primer tratamiento para el taponamiento cardíaco debido a su rapidez.
Análisis de líquido pericárdico
También se puede utilizar para analizar el líquido que rodea el corazón. El fluido se puede analizar para diferenciar una serie de condiciones, que incluyen:
- infección
- propagación del cáncer
- condiciones autoinmunes , como el lupus y la artritis reumatoide

Pericarditis 
La pericardiocentesis puede aliviar los síntomas de la pericarditis. Puede haber una cantidad normal de líquido pericárdico, pero la inflamación aún causa la compresión del corazón. La eliminación de parte de este líquido reduce la presión sobre el corazón. 